# جایزه گرمی برای بهترین آهنگ راک
جایزه گرمی برای بهترین آهنگ راک، جایزه‌ای است که در جوایز گرمی اهدا می‌شود. مراسمی که در سال ۱۹۵۸ شروع شد و در ابتدا جوایز گرامافون نامیده می‌شد. این جایزه به هنرمندانی که آهنگ‌های با کیفیت در ژانر موسیقی راک ساخته‌اند، اهدا می‌شود.
این جایزه که مختص ترانه سرایان است، اولین بار در سال ۱۹۹۲ به موسیقیدان انگلیسی استینگ اهدا شد.
جایزه به ترانه‌سرا تعلق می‌گیرد. اگر آهنگ حاوی متن‌ها یا تکه‌هایی از آهنگ‌های قبلی باشد، ناشر و ترانه‌سرای اصلی می‌توانند برای گواهی برندگان درخواست دهند.
بروس اسپرینگستین با کسب چهار جایزه از ۹ نامزدی، رکورد بیشترین کسب جایزه و نامزدی را در اختیار دارد. دیگر برندگان جوایز متعدد عبارتند از آلانیس موریست و گروه‌های رد هات چیلی پپرز و یوتو که هر کدام دو جایزه دارند. آهنگ‌های برنده جوایز بیش از هر ملیت دیگری توسط هنرمندان آمریکایی اجرا شده‌اند، اگرچه این آهنگ‌ها توسط نوازندگان یا گروه‌هایی از کانادا، ایرلند و بریتانیا نیز اجرا شده‌اند. گروه کلدپلی با چهار نامزدی رکورددار بیشترین نامزدی بدون برد است.